# یوروتاس (رود)
یوروتاس (یونانی باستان: Εὐρώτας) یا اوروتاس (Modern Greek: Ευρώτας) رود اصلی در لاکونیا و یکی از رودهای بزرگ پلوپونز در یونان است. چشمه‌های این رودخانه درست در شمال غربی مرز بین لاکونیا و آرکادیا، در اسکورتینوس واقع شده‌اند. این رودخانه همچنین از چشمه‌های زیر آب در پلانا و شاخه‌هایی که از کوه تایگتوس و کوه پارنون سرازیر می‌شوند، تغذیه می‌شود که به‌ترتیب از غرب و شرق به دره یوروتاس می‌رسند. این رودخانه که ۸۲ کیلومتر (۵۱ مایل) طول دارد، در جهت شمال به جنوب جریان دارد و به خلیج لاکونی می ریزد و حوضه زهکشی آن ۲٬۲۳۹ کیلومتر مربع (۸۶۴ مایل مربع)  است.